# مارتی هرست
مارتی هرست (Marti Hearst)، استاد دانشکده اطلاعات در دانشگاه کالیفرنیا، برکلی بود. او در ابتدا در زمینه زبان‌های محاسباتی مبتنی بر پیکره کار کرد، از جمله برخی از کارهای اولیه او در خودکار سازی تجزیه و تحلیل احساسات و ابهام‌زدایی معنی واژه بود. او الگوریتمی را که به نام «الگوهای هرست» شناخته می‌شد، اختراع کرد. که در مجموعه‌های بزرگ متن از الگوهای لکزیکو-سینتکتیک با دقت بالا برای شناسایی روابط هیپونیمی (ISA)، شامل استفاده از آن در وردنت، استفاده می‌شود. این الگوریتم به‌صورت گسترده در برنامه‌های کاربردی متن کاوی تجاری از جمله یادگیری هستی‌شناسی مورد کاربرد دارد. هرست همچنین کارهای اولیه‌ای را در تقسیم خودکار متن به مرزهای گفتمان موضوعی انجام داد و رویکردی به نام TextTiling که حالا معروف است را ابداع کرد.
تحقیقات هرست در زمینه رابط‌های کاربری برای فناوری ماشین جست‌جوگر، تجزیه و تحلیل داده‌های بزرگ است. او با ابداع تجسم سازی TileBars، در زمینه رابط‌های کاربری و بصری سازی اطلاعات برای رابط‌های کاربری جست‌جوگر، کارهای اولیه‌ای را انجام داده‌است. پروژه تحقیقاتی فلامنکوی او روی‌کرد سفر وجهی (faceted navigation) که اکنون کاربرد گسترده دارد را برای جست‌جو و مرور وب سایت‌ها و مجموعه‌های معلوماتی بررسی کرده و توسعه داد. او اولین کتاب علمی خود را دربارهٔ رابط‌های کاربری جست‌جوگر (انتشارات دانشگاه کامبریج، ۲۰۰۹) نوشت.
هرست یکی از مؤلفان Edge Foundation و عضو پنل استفاده از دیکشنری میراث آمریکایی زبان انگلیسی است.
هرست؛ لیسانس، کارشناسی ارشد و دکترایش را در رشته علوم کامپیوتر از U.C. برکلی دریافت کرده‌است. در سال ۲۰۱۳ او عضو اتحادیه ماشی‌نری رایانش شد. او در سال ۲۰۱۷ عضو آکادمی CHI شده و قبل از آن به عنوان رئیس اتحادیه زبان‌های رایانشی و در شورای مشورتی ریاست NSF’s CISE کار کرده‌است. علاوه بر آن، او عضو بورد وب برای CACM، پنل استفاده برای دیکشنری میراث آمریکایی، پنل کارشناسان Edge.org، کارمند تحقیقاتی در زیراکس PARC و هیئت مدیره معاملات ACM در وب، زبان‌های رایانشی، معاملات ACM در سیستم‌های معلوماتی و سیستم‌های هوش‌مند IEEE بوده‌است.
هرست یک جایزه NSF CAREER، یک جایزه فاکولته IBM و بورسیه بنیاد اوکاوا را دریافت کرده‌است. کار او در زمینه رابط‌های کاربری تأثیرات عمیقی بر صنعت داشته‌است که به هرست دو جایزه تحقیقاتی گوگل و چهار جایزه برتری در تدریس به ارمغان آورده‌است. او پروژه‌های به ارزش بیش از ۳٫۵ میلیون دلار در کمک‌های مالی تحقیقاتی را رهبری کرده‌است.
انتشارات هرست به سال ۱۹۹۰ میلادی برمی‌گردد، زمانی که «روی‌کرد ترکیبی برای تفسیر متن محدود» در سمپوزیوم AAAI Spring دانشگاه استنفورد در مورد سیستم‌های هوش‌مند مبتنی بر متن در مارس همان سال منتشر شد.